# Надозерье (Первомайская волость)
Надозерье — деревня в Гдовском районе Псковской области России. Входит в состав Первомайской волости Гдовского района.

## География
Расположена на юго-востоке района, на восточном берегу одноимённого озера, в 44 км к юго-востоку от Гдова, в 17 км к востоку от села Ямм и в 5 км к северу от волостного центра, деревни Первомайская.

## Население
Численность населения деревни на 2000 год составляла 9 человек.